# 達拉斯龍屬
達拉斯龍屬（學名：Dallasaurus）又名達拉斯蜥蜴，是種原始滄龍科，生存於白堊紀晚期的北美洲。達拉斯龍與羅塞爾龍是目前已知最古老的北美洲滄龍類。達拉斯龍是種小型、半水生似蜥蜴的滄龍類，身長短於1公尺；而海王龍、滄龍等衍化滄龍類，身長都超過15公尺。就外表上，達拉斯龍似現代科莫多龍，兩者互為遠親。達拉斯龍被發現後，被視為是滄龍類與其陸生蜥蜴祖先的失落連結。

## 發現與命名

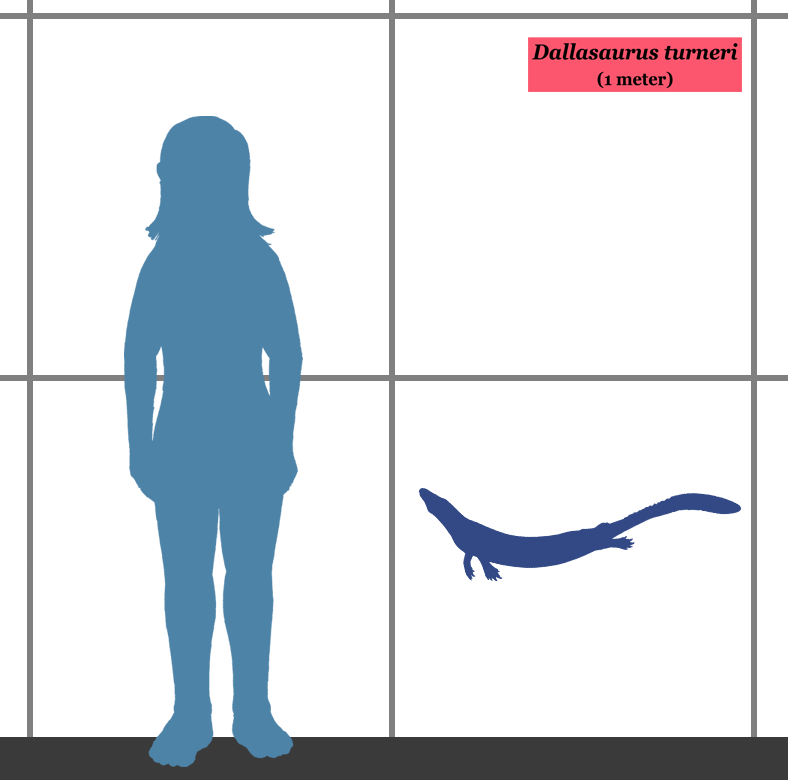
達拉斯龍與人類的體型比較圖

達拉斯龍目前已發現兩個部份骨骼，發現於德州達拉斯縣的Arcadia Park頁岩層，地質年代為土侖階中下層；其上方15公尺是Kamp Ranch石灰岩地層。正模標本（編號TMM 43209-1）包含一個不完整、關節脫落的頭顱骨，以及大部分的身體部份，共發現原本個體的80%骨頭。第二個標本（編號DMNH 8121-8125、8143-8149、8161-8180）則缺少頭部，僅有關節脫落的身體部份。這兩個化石是在住宅的工地發現，兩個化石相距100公尺，業餘化石挖掘者Van Turner發現這些標本。
達拉斯龍目前僅有一個種特納利達拉斯龍（Dallasaurus turneri）。屬名意為「達拉斯的蜥蜴」，是以化石發現地－達拉斯縣為名；種名則是以發現化石的Van Turner為名。

## 特徵
達拉斯龍具有許多自衍徵。上頜骨後段牙齒大幅彎曲、齒冠稍微加大、牙齒只有後側有隆線。神經弓高、大部分側向扁平、基部則不扁平。髁突表面不規則。至少一節頸椎的關節腹側有短而寬的孔、椎下突的前腹緣短、形狀不規則。軟骨鈣化形成的骨骺覆蓋者臼後突。
科學家指出達拉斯龍的體型小，尾巴已具有適合游泳的特徵，四肢則類似蜥蜴。達拉斯龍的肱骨、橈骨、尺骨仍相當長，佔了前肢的一半以上長度；而後期滄龍類的肢體大幅縮短；肱骨、橈骨、尺骨佔了前肢的一半以下長度。與後期滄龍類相比，達拉斯龍仍保有許多祖徵。達拉斯龍可能是半水生動物，仍可以在陸地上移動，而後期滄龍類已演化成完全的水生動物。

## 分類
在2005年，Bell與Polcyn提出一個親緣分支分類法研究，將達拉斯龍歸類於滄龍科的滄龍亞科。雖然達拉斯龍具有許多祖徵，腳掌較為原始、類似蜥蜴，體型小，但崖蜥科本身是個並系群，所以達拉斯龍不屬於崖蜥科。在滄龍亞科中，達拉斯龍是其他衍化物種（例如硬椎龍、傾齒龍、滄龍）的姐妹分類單元。
在大眾讀物裡，達拉斯蜥蜴常被視為是水生滄龍類與其陸生蜥蜴祖先的失落連結。

## 外部連結
- （英文）滄龍與史前蜥蜴的失落連結 - ScienceDaily （页面存档备份，存于）
- （英文）業餘化石挖掘者發現返回大海的史前蜥蜴化石 - Move Over Dinosaurs
- （英文）滄龍與蜥蜴的失落連結：達拉斯蜥蜴 （页面存档备份，存于）
- （英文）德州發現重大的史前化石 - 華盛頓郵報 （页面存档备份，存于）
- （英文）業餘化石挖掘者發現的史前蜥蜴化石，成為演化過程中的失落連結 MSNBC （页面存档备份，存于）